# Jean Bastien
Jean Bastien (Orano, 21 giugno 1915 – Marsiglia, 8 aprile 1969) è stato un calciatore e allenatore di calcio francese, di ruolo centrocampista.

## Carriera

### Club
Con la maglia del Marsiglia vinse 2 campionati francesi (1937, 1948) e 2 Coppe di Francia (1938, 1943).

### Nazionale
Ha partecipato ai Mondiali del 1938.

## Palmarès

### Giocatore

#### Competizioni nazionali
- Campionato francese: 2

Olympique Marsiglia: 1936-1937, 1947-1948
- Coppa di Francia: 2

Olympique Marsiglia: 1937-1938, 1942-1943